# Zakmur
Zakmur je naseljeno mjesto u općini Foči, Republika Srpska, BiH. Nalazi se uz obale rijeke Male Bjelave, zapadno od Drine i južno od Bistrice. Južno je Vrbnička rijeka. Unutar granica Zakmura Mala Bjelava ulijeva se u Veliku Bjelavu. Zapadnu granicu naselja čini rječica Oteša.

## Stanovništvo
| Narod     | Popis 1961. | Popis 1971. | Popis 1981. | Popis 1991. |
| --------- | ----------- | ----------- | ----------- | ----------- |
| Hrvati    |             |             | 1           |             |
| Muslimani | 77          | 77          | 65          | 38          |
| Srbi      | 472         | 370         | 213         | 128         |
| ostali    |             |             | 32          |             |
| Ukupno    | 549         | 447         | 311         | 166         |